# 井伊直朝
井伊 直朝（いい なおとも、延宝8年（1680年） - 正徳5年7月15日（1715年8月13日））は、遠江掛川藩の第3代藩主。直勝系井伊家4代。2代藩主・井伊直武の長男。母は藤堂高次の娘（安藤重之の養女）。正室は井伊直興の娘。官位は従五位下兵部少輔、伯耆守。幼名は菊千代。万千代。
元禄7年（1694年）11月12日、父の隠居により跡を継ぎ、12月18日に従五位下・兵部少輔に叙任。元禄9年（1696年）8月6日に奥詰となるが、9月29日に辞する。しかし父と同じように暗愚な人物の上、宝永元年（1705年）病気を理由に参勤交代の延期を申し出た際、不審に思った幕府が大目付の仙石久尚と目付の駒木根政方を派遣して監察させたところ、発狂していると判断され、11月14日に改易された。ただし、祖先が井伊直政という功臣であるということや、以前に妻の兄弟の井伊直矩を養嗣子として願い出ていたことから、所領を3万5000石から2万石に減らされ家格を下げられた上で、12月3日に直矩が家督を継ぐことを許された。
宝永6年（1709年）3月8日、官位を伯耆守に改める。正徳5年（1715年）7月15日、36歳で死去。法号は恭徳宜謙温良院。

## 系譜
父母
- 井伊直武（父）
- 安藤重之の養女 ー 藤堂高次の娘（母）

正室
- 井伊直興の娘

養子
- 井伊直矩 ー 井伊直興の十二男